# Польський комітет національного визволення

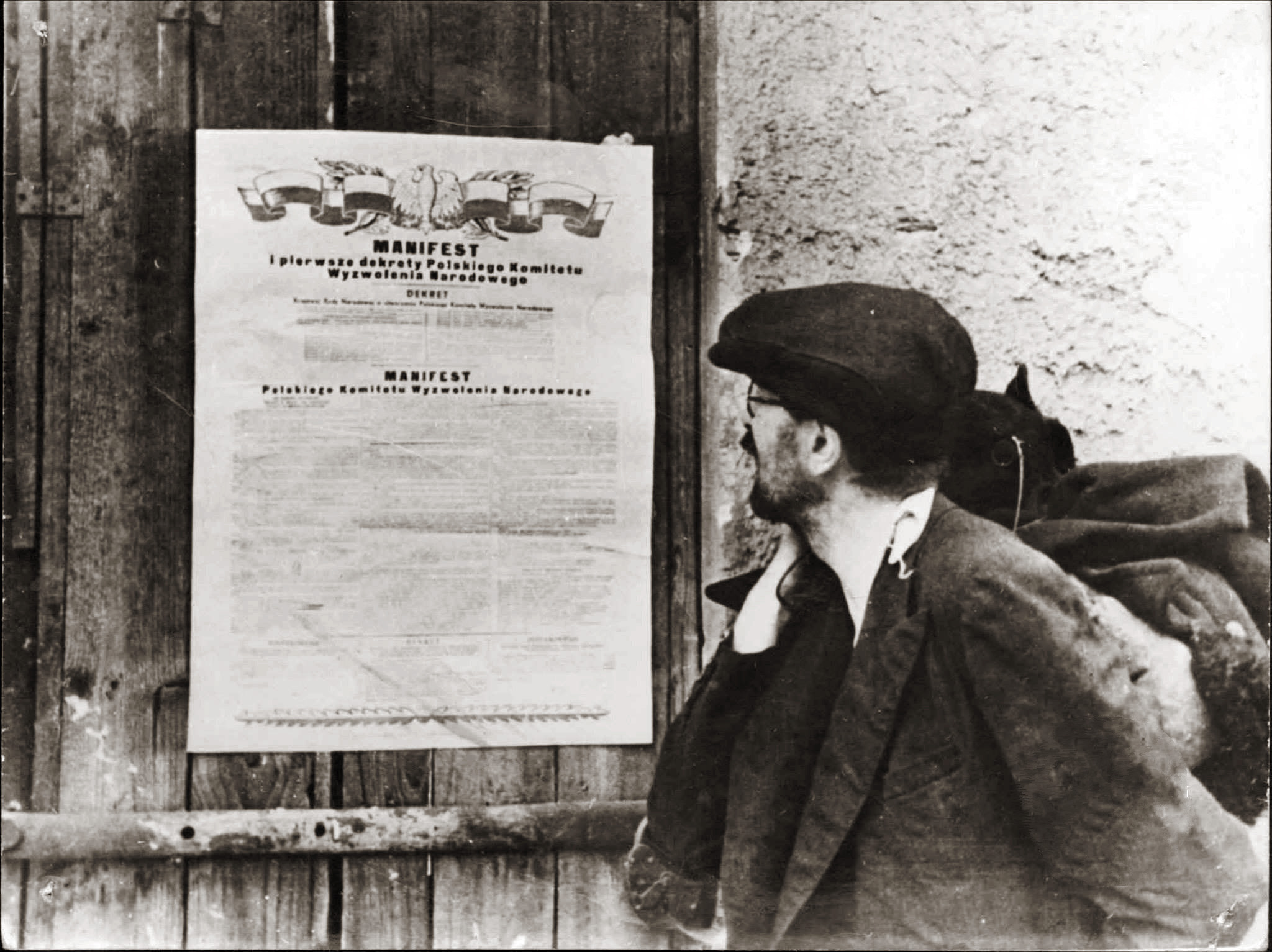
Фотографія громадянина, який читає, використовувалася в пропагандистських цілях

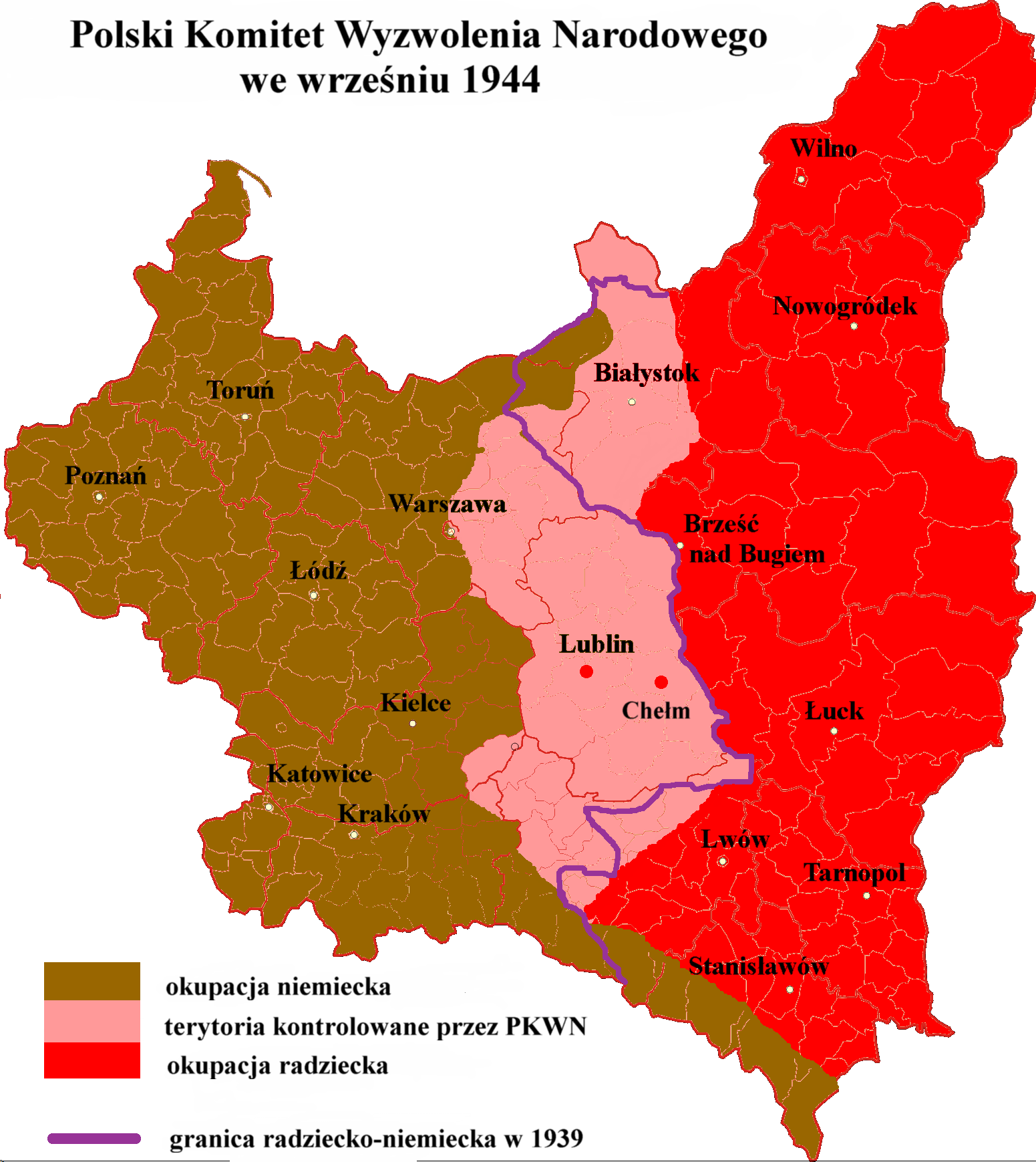
Землі, що знаходилися під управлінням ПКНВ у вересні 1944 (рожевий); землі, окуповані німцями (коричневий) та землі, окуповані радянськими військами (червоний)

Польський комітет національного визволення (ПКНВ; пол. Polski Komitet Wyzwolenia Narodowego (PKWN)) — орган тимчасової влади в Польщі, створений 21 липня 1944 в Москві за ініціативи і сприяння радянського політичного керівництва. Виник як результат переговорів між польськими діячами з Польщі і СРСР, тобто між представниками своєрідного тимчасового парламенту — т. зв. Крайової ради народової, створеної в новорічну ніч 1944 у Варшаві, і Союзу польських патріотів, діючого в СРСР із весни 1943. До його складу ввійшли члени Польської робітничої партії, Робітничої партії польських соціалістів, лівого крила Селянської партії (Стронніцтво людове), Демократичної партії (Стронніцтво демократичне) та безпартійні. Головою комітету обрано соціаліста Е. Осубку-Моравського з Польщі, а його заступниками — В. Василевську і А. Вітоса з Москви. Із 15-ти членів комітету 10 представляли Союз польських патріотів, 5 — Крайову раду народову.

## Маніфест
22 липня 1944 в першому звільненому радянськими військами місті за Західним Бугом (прит. Вісли) — Холмі — був опублікований Маніфест ПКНВ. У ньому проголошувалося, що польський емігрантський уряд, який на той час перебував у Лондоні (Велика Британія), та його політичне представництво в країні (т. зв. Делегатура уряду) є самозваною і нелегальною владою, підкреслювалася необхідність проведення демократичних соціально-економічних перетворень. Земля, яка належала окупантам та їхнім пособникам, а також великим поміщикам, підлягала конфіскації і розподілові між селянами. Земельний максимум установлювався в розмірі 50 га на господарство (100 га — для західних та північних районів). Промислові, торгові, банківські й транспортні підприємства, що належали німцям, а також ліси переходили в тимчасове управління держави. Середні та дрібні підприємства підлягали поверненню колишнім власникам. Наголошувалося на необхідності відновлення Конституції 1921 (див. Конституції Другої Речі Посполитої Польської 1921 та 1935). В основу післявоєнного кордону Польщі на сході мав бути покладений етнічний принцип, а на заході країна мусила відібрати в Німеччини колишні пястовські землі по Одеру й на Балтиці.

## Лінія Керзона
27 липня 1944 представники комітету і голова РНК СРСР Й.Сталін підписали угоду, відповідно до якої влада у звільнених за Західним Бугом землях передавалась ПКНВ (т. зв. Керзона лінія визнавалася кордоном між країнами). Угода містила статтю про статус Червоної армії на польській території. У зоні воєнних дій (до100 км) уся влада належала радянському командуванню і все, що в ній скоювалося, підлягало його юрисдикції. Ця стаття була звернена, передусім, проти формувань Армії Крайової, яка підпорядковувалася польському емігрантському урядові.

## Боротьба з Армією Крайовою
1 серпня 1944 комітет переїхав до щойно звільненого Любліна. Декрет комітету від 24 серпня 1944 заборонив існування не підлеглих йому військових організацій. Членам Армії Крайової та інших збройних угруповань було запропоновано вийти з підпілля і зі збереженням чинів та звань вступити до Війська Польського. Новій владі в Польщі доводилося долати рішучий опір підпільних структур. Командуючий Армією Крайовою бригадний генерал Л. Окулицький приступив до створення на її базі конспіративної організації, головною метою якої стала боротьба проти адміністрації ПКНВ У відповідь 30 жовтня 1944 комітет видав декрет про охорону держави, який передбачав суворе покарання противникам нової влади. Водночас радянські спецслужби «очищали» тили Червоної армії від підпільних загонів Армії Крайової, які створювали перешкоди тиловим комунікаціям.

## Націоналізація
Із визволенням східної частини Польщі, усупереч положенням Маніфесту ПКНВ, розпочався процес фактичної націоналізації підприємств. Фабрично-заводські комітети, які відіграли визначну роль у порятунку підприємств від розграбування гітлерівцями, брали у свої руки управління ними. Націоналізації підлягали підприємства, які до війни належали державі, німецькому капіталу або Третьому рейхові. Кредитно-фінансова система опинилася практично в руках держави.
6 вересня 1944 комітет видав декрет, за яким землі німецьких, а також польських власників, якщо вони перевищували 100 га загальної площі чи 50 га орних угідь, конфісковувалися й передавалися в державний фонд для розподілу між селянами. Максимальний розмір господарств дорівнював 5 га. Наділи надавалися селянам у власність за невелику плату без будь-яких зобов'язань. Але реформа не торкнулася більшої частини селянства, яка продовжувала займати очікувальну позицію.
Під час перебувань у Москві на початку жовтня 1944 делегації ПКНВ на чолі з Б. Берутом Й. Сталін зажадав проведення аграрної реформи «революційними методами». На польське село вирушили робітничі бригади з комуністів і соціалістів. Право на отримання наділу дістали багатодітні середняки. Ці заходи прискорили реформу: вже до кінця грудня 1944 р. 200 тис. га були розподілені між 100 тис. родин.
31 грудня 1944 Крайова рада народова ухвалила рішення про перетворення ПКНВ на Тимчасовий уряд, головою якого став Е. Осубка-Моравський, а 1-м віце-прем'єром — В. Гомулка. 4 січня 1945 СРСР заявив про визнання Тимчасового уряду і встановлення з ним дипломатичних відносин.